# Kiran Tiwari
Kiran Tiwari (* 25. Juni 1987) ist eine ehemalige indische Leichtathletin, die sich auf den Hindernislauf spezialisiert hat.

## Sportliche Laufbahn
Erste Erfahrungen bei internationalen Meisterschaften sammelte Kiran Tiwari im Jahr 2009, als sie bei den Asienmeisterschaften in Guangzhou in 10:34,55 min die Bronzemedaille über 3000 m Hindernis hinter der Japanerin Yoshika Arai und ihrer Landsfrau Sudha Singh gewann. 2013 gelangte sie bei den Asienmeisterschaften im heimischen Pune mit 10:48,02 min auf Rang sieben und beendete daraufhin ihre aktive sportliche Karriere im Alter von 26 Jahren.
2009 wurde Tiwari indische Meisterin im 3000-Meter-Hindernislauf.

## Persönliche Bestleistungen
- 3000 m Hindernis: 10:22,93 min, 3. Mai 2010 in Ranchi